# 41 Андромеды
41 Андромеды (лат. 41 Andromedae, HD 6658) — одиночная звезда в созвездии Андромеды на расстоянии приблизительно 178 световых лет (около 54 парсеков) от Солнца. Видимая звёздная величина звезды — +5,046m. Возраст звезды определён как около 450 млн лет.

## Характеристики
41 Андромеды — белая Am-звезда спектрального класса A2IIIvs или kA2hA6mA6. Масса — около 2,27 солнечных, радиус — около 2,53 солнечных, светимость — около 5 солнечных. Эффективная температура — около 8511 K.